# Lactarius rostratus
Lactarius rostratus är en svampart som beskrevs av Heilm.-Claus. 1998. Lactarius rostratus ingår i släktet riskor och familjen kremlor och riskor.  Artens status i Sverige är: Ej påträffad. Inga underarter finns listade i Catalogue of Life.

## Bildgalleri

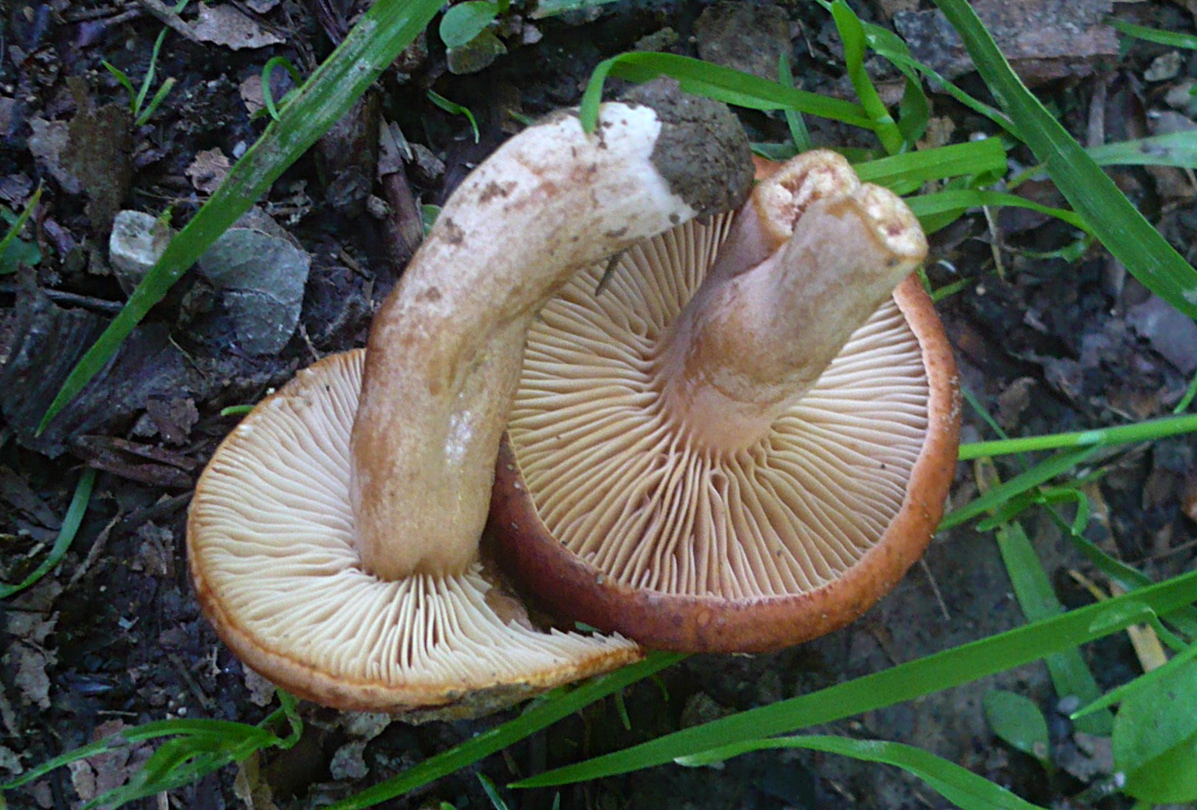